# Nelson (Nuevo Hampshire)
Nelson es un pueblo ubicado en el condado de Cheshire en el estado estadounidense de Nuevo Hampshire. En el Censo de 2010 tenía una población de 729 habitantes y una densidad poblacional de 12,1 personas por km².

## Geografía
Nelson se encuentra ubicado en las coordenadas 42°59′59″N 72°7′18″O / 42.99972, -72.12167. Según la Oficina del Censo de los Estados Unidos, Nelson tiene una superficie total de 60.22 km², de la cual 56.66 km² corresponden a tierra firme y (5.92%) 3.56 km² es agua.

## Demografía
Según el censo de 2010, había 729 personas residiendo en Nelson. La densidad de población era de 12,1 hab./km². De los 729 habitantes, Nelson estaba compuesto por el 97.67% blancos, el 0% eran afroamericanos, el 0% eran amerindios, el 0.55% eran asiáticos, el 0% eran isleños del Pacífico, el 0% eran de otras razas y el 1.78% pertenecían a dos o más razas. Del total de la población el 1.37% eran hispanos o latinos de cualquier raza.